# Le Planquay

Le Planquay este o comună în departamentul Eure, Franța. În 1 ianuarie 2022 avea o populație de 161 de locuitori.